# L'Île-d'Anticosti
L'Île-d'Anticosti è un comune del Canada, situato nella provincia del Québec, nella regione di Côte-Nord.
Il suo territorio coincide con quello dell'isola d'Anticosti, che si trova nel golfo di San Lorenzo.